# Notar

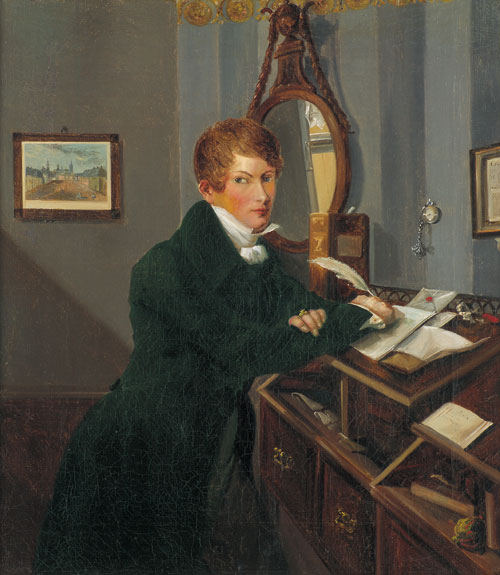
Ein junger Notar an seinem Schreibpult (um 1830)

Der Notar (von lateinisch notārius ‚Geschwindschreiber‘) ist ein Jurist, der Beglaubigungen und Beurkundungen von Rechtsgeschäften, Tatsachen, Beweisen und Unterschriften vornimmt.

## Haupttätigkeiten

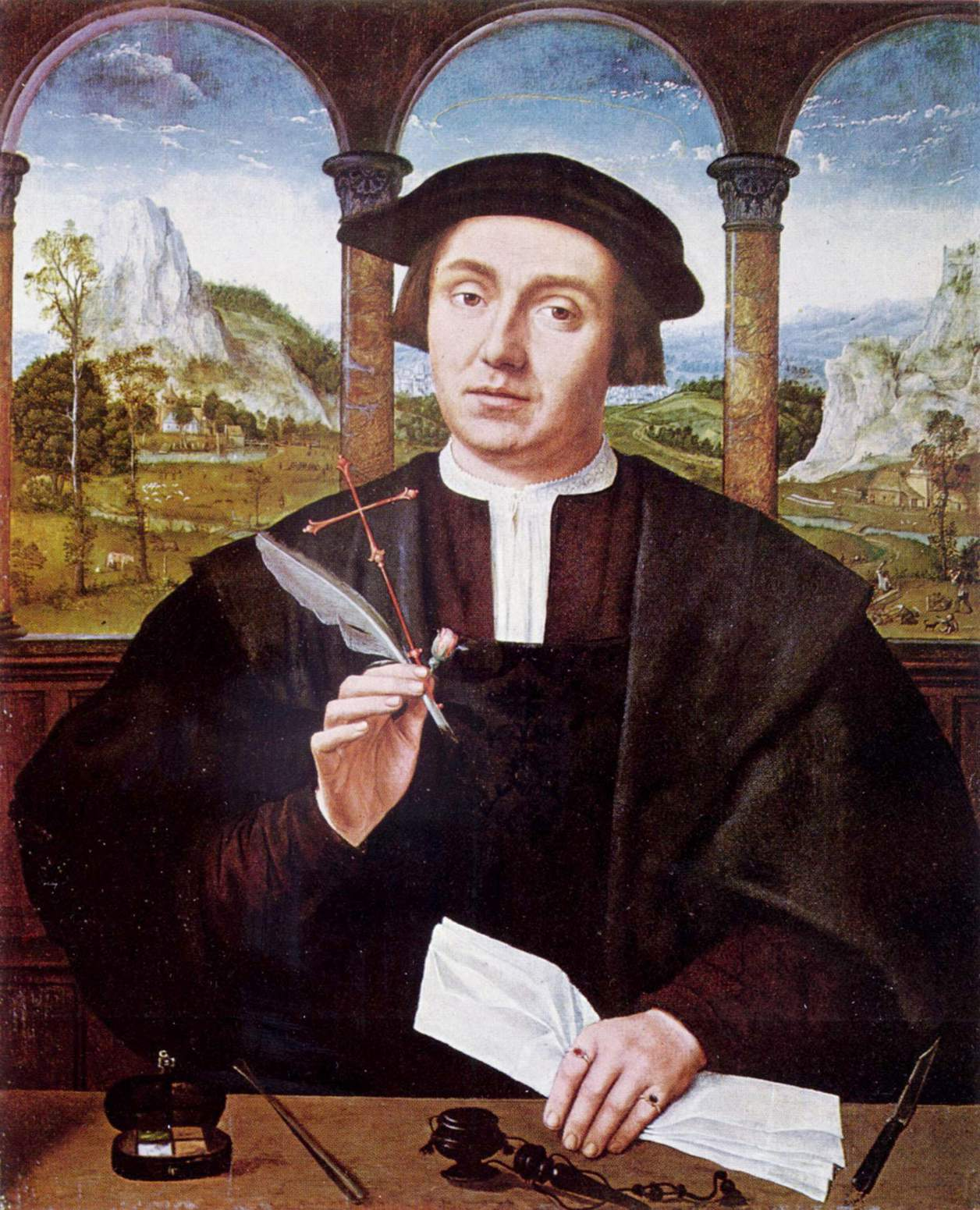
Notar (Gemälde von Quentin Massys, 16. Jahrhundert)

Die Haupttätigkeit des Notars ist die Beurkundung von Rechtsgeschäften jeglicher Art und von Tatsachenfeststellungen (z. B. Wechselproteste und Feststellungsurkunden). Dabei ist er zur Unabhängigkeit und Unparteilichkeit verpflichtet, was ihn vom Rechtsanwalt, der die Interessen einer Partei vertritt, unterscheidet. Die Kerntätigkeit des Notars bezieht sich auf folgende Rechtsgebiete:
- Immobilienrecht (v. a. Grundstückskaufverträge, Grunddienstbarkeiten, Grundpfandrechte)
- Erbrecht (Beurkundung von Testamenten, europäische Nachlasszeugnisse, Erbverträge, Erbscheinsanträge etc.)
- Familienrecht (Eheverträge, Vorsorgevollmachten, Erklärungen im Kindschaftsrecht wie Vaterschaftsanerkennungen und Sorgeerklärungen, Unterhaltsverpflichtungen)
- Gesellschaftsrecht (Gründungen von GmbHs und Aktiengesellschaften, Umwandlungen, Satzungsänderungen, Handels- und Vereinsregisteranmeldungen, Anmeldungen von Zweigniederlassungen von Gesellschaften nach ausländischem Recht, wie z. B. von der englischen Ltd. (Limited Company)).

Eine Reihe vom Gesetzgeber ausdrücklich genannter Rechtsgeschäfte wie Grundstückskaufverträge, bestimmte Gesellschaftsgründungsverträge oder Erbverträge bedürfen der notariellen Beurkundung; andere, wie Testamente, können optional notariell beurkundet werden. Beurkundungspflichtige Verträge können, müssen aber nicht zwangsläufig durch den Notar entworfen werden. Der Vertragsentwurf kann auch durch die Beteiligten selbst oder durch Rechtsanwälte erstellt werden, wobei die Entwürfe dann stets von dem Notar geprüft werden.
Eine Besonderheit der notariellen Urkunde besteht bei entsprechender Gestaltung in Deutschland und manchen anderen Ländern darin, dass die darin enthaltenen Ansprüche „sofort vollstreckbar“ sind. Dies heißt, dass die Ansprüche ohne vorheriges Klageverfahren durchgesetzt werden können. So kann etwa der Verkäufer eines Grundstückes seinen Anspruch auf Bezahlung des Kaufpreises mittels staatlichen Zwanges (Gerichtsvollzieher etc.) durchsetzen, ohne dass er zuvor den Käufer auf Zahlung verklagen muss.
Der Notar ist verpflichtet, die Urkundsbeteiligten zu betreuen und in juristischen Fragen so umfassend zu beraten, dass er ihren Willen urkundlich erfassen kann. Ohne triftigen Grund darf ein Notar keine Amtshandlung verweigern. Wegen der Unparteilichkeit und Neutralität des Notaramtes darf der Notar nicht tätig werden in Angelegenheiten, die ihn selbst betreffen, oder in Angelegenheiten seiner nahen Verwandten. Der deutsche Notar darf zwar grundsätzlich seinen Amtsbereich (in der Regel der Amtsgerichtsbezirk) für seine Amtshandlungen nicht verlassen, jeder kann aber zu einem Notar seiner Wahl gehen. Die Notarauskunft der Bundesnotarkammer enthält alle aktiven Notare, sie können dort auch nach Sprachkompetenzen gesucht werden.
Aufklärung und Belehrung sind weitere Amtspflichten des Notars, bei deren Nichteinhaltung der Notar mit seinem gesamten Vermögen haftet. Er ist gesetzlich zum Abschluss einer Berufshaftpflichtversicherung verpflichtet. Die Höhe der Haftpflichtversicherung legt der Notar selbst fest; sie muss aber mindestens EUR 500.000 je Versicherungsfall betragen (§ 19a BNotO). Notare haften bei Amtspflichtverletzungen aber nur subsidiär, also nur dann, wenn der Geschädigte nicht auf andere Weise Ersatz erlangen kann, etwa von seinem Vertragspartner, seinem beratenden Rechtsanwalt o. ä.
Für die Ausübung seiner Amtstätigkeit steht dem Notar ein Dienstsiegel zur Verfügung. Er hat ein Urkundenverzeichnis zur führen (bis 2022: Urkundenrolle). Wird Geld beim Notar hinterlegt, hat er hierfür ein spezielles Anderkonto einzurichten. Es ist dazu bestimmt, hinterlegte Gelder (etwa aus Kaufverträgen) ordnungsgemäß zu verwalten. Es darf aber nur eingerichtet werden, wenn ein besonderes Sicherungsinteresse (oftmals bei einem Erwerb eines Grundstückes) besteht.

## Deutschland
Der Notar ist in der Bundesrepublik Deutschland als unabhängiger Träger eines öffentlichen Amtes für die Beurkundung von Willenserklärungen auf dem Gebiet der vorsorgenden Rechtspflege tätig. Der Beruf zählt zu den klassischen Kammerberufen.
Der Notar ist, obwohl er ein öffentliches Amt ausübt, ein freier Beruf. Er übt kein Gewerbe aus. In der Bundesrepublik amtieren derzeit (Stand 1. Januar 2024) 6.534 Notare. Regional verschieden sind entweder hauptberufliche Notare (sog. Nur-Notare) zu finden oder Anwaltsnotare, die zugleich als Rechtsanwalt zugelassen sind.
Das Berufsrecht der Notare ist bundeseinheitlich in der Bundesnotarordnung (BNotO) und in den Berufsrichtlinien der Notarkammern (BRiLi) geregelt. Notare müssen unabhängig und unparteiisch sein und unterliegen der Verschwiegenheitspflicht. Sie unterstehen der staatlichen Aufsicht durch die Landesjustizverwaltung.

### Bestellung zum Notar
Zum Notar durfte bisher nur ein Staatsbürger der Bundesrepublik Deutschland bestellt werden, der die Befähigung zum Richteramt nach dem Richtergesetz erlangt hat („Volljurist“). Nach einem Urteil des Europäischen Gerichtshofs vom 24. Mai 2011 wurde der Staatsangehörigenvorbehalt aufgehoben. Das Berufsqualifikationsfeststellungsgesetz ist nicht anzuwenden, § 5 Satz 2 BNotO. Zum Anwaltsnotar soll darüber hinaus nur bestellt werden, wer mindestens fünf Jahre als Rechtsanwalt zugelassen war und seit mindestens drei Jahren ohne Unterbrechung in dem in Aussicht genommenen Amtsbereich hauptberuflich als Rechtsanwalt tätig ist, ab 1. Mai 2011 muss der Anwaltsnotar zudem die notarielle Fachprüfung bestanden haben. Der Erstbewerber für ein Notaramt darf zur Zeit der Einreichung der Bewerbung nicht älter als 60 Jahre sein.
Es werden nur so viele Notare bestellt, wie es den Erfordernissen einer geordneten Rechtspflege entspricht. Anders als bei der Rechtsanwaltschaft ist der Zugang zum Notarberuf nicht frei, sondern durch das Bedürfnis nach einer angemessenen Versorgung der Rechtssuchenden mit notariellen Leistungen begrenzt. Die zahlenmäßig beschränkten Notarassessorstellen werden in der Regel ausgeschrieben und im Wege der Bestenauslese vergeben.
Der Notar wird auf Lebenszeit bestellt. Spätestens am Ende des Monates der Vollendung seines 70. Lebensjahres tritt er kraft Gesetzes durch Erreichen der Altersgrenze in den Ruhestand.
Besitzt der Notar a. D. noch eine Zulassung als Rechtsanwalt, kann er auch unter bestimmten Voraussetzungen über das 70. Lebensjahr hinaus zum Notarvertreter bestellt werden, wenn das ein wegen Urlaub, Krankheit oder anderen Gründen verhinderter regulärer Notar des Amtsgerichtsbezirkes beantragt und dann für diesen ersatzweise tätig werden.
Die Amtsbezeichnung „Notarin“ bzw. „Notar“ ist gesetzlich geschützt.

#### Notarassessor
Um hauptberuflicher Notar zu werden, muss man sich regelmäßig um eine Stelle als Notarassessor bei der Justizverwaltung des Landes bewerben, in dem man später zum Notar bestellt werden will. Zum Notarassessor wird nur ernannt, wer fachlich und persönlich geeignet ist. Der Notarassessor wird von der örtlichen Notarkammer nacheinander verschiedenen Notaren zur Ausbildung überwiesen. Gleichzeitig muss er im gesamten Kammerbezirk Notare vertreten, die im Urlaub oder krank sind. Vakante Notarstellen werden teilweise von Notarassessoren verwaltet (siehe Notariatsverwaltung). Der Dienst als Notarassessor geht in der Regel über drei Jahre.
Der Notarassessor kann sich auf frei werdende Notarstellen in seinem Kammerbezirk bewerben. Ist seine Bewerbung erfolgreich, wird er nach Anhörung der Notarkammer von der Landesjustizverwaltung zum Notar ernannt. Ihm wird ein Amtssitz zugewiesen. Der Amtsbereich eines Notars umfasst in der Regel den Bezirk des Amtsgerichtes, in dem der Notar seinen Amtssitz hat. Der Amtsbezirk des Notars wiederum ist der Bereich des Oberlandesgerichtsbezirkes, in dem der Notar seinen Amtssitz hat.

### Freiberufliche Notare

#### Hauptberuflich

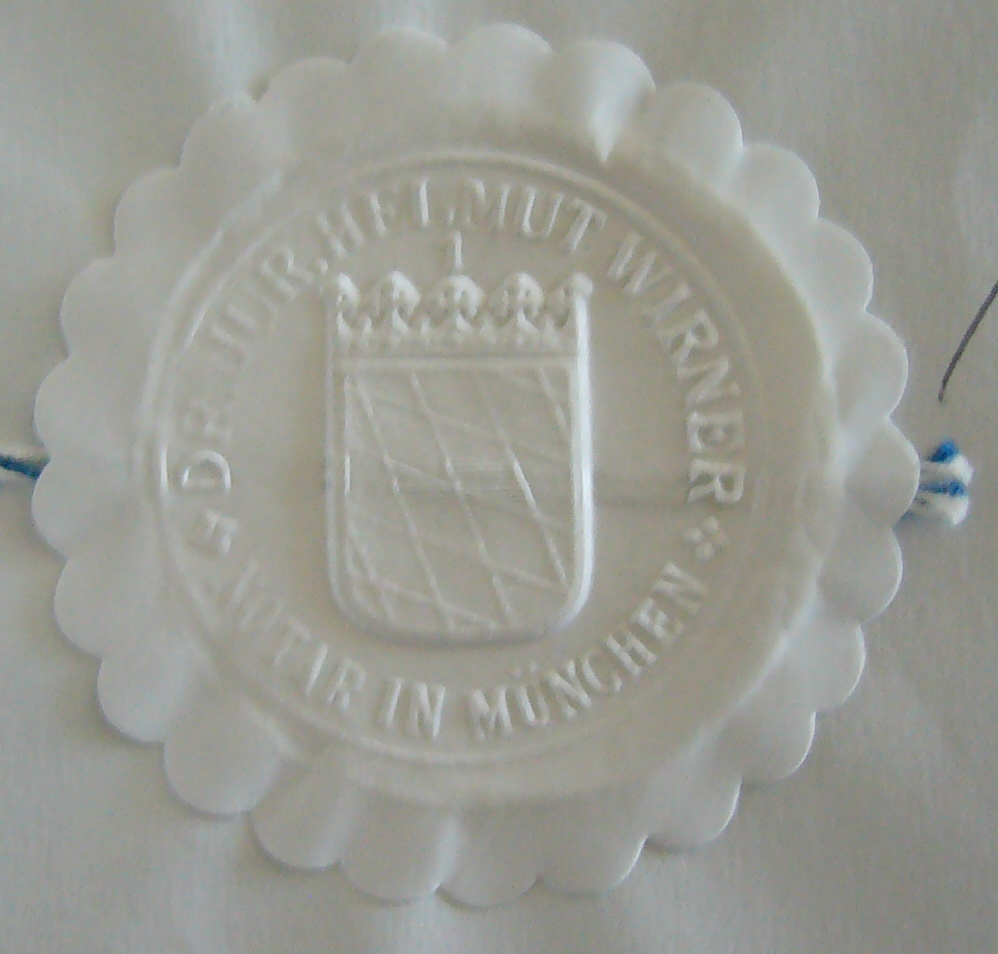
Prägesiegel (Papier) eines Bayerischen Notars in München

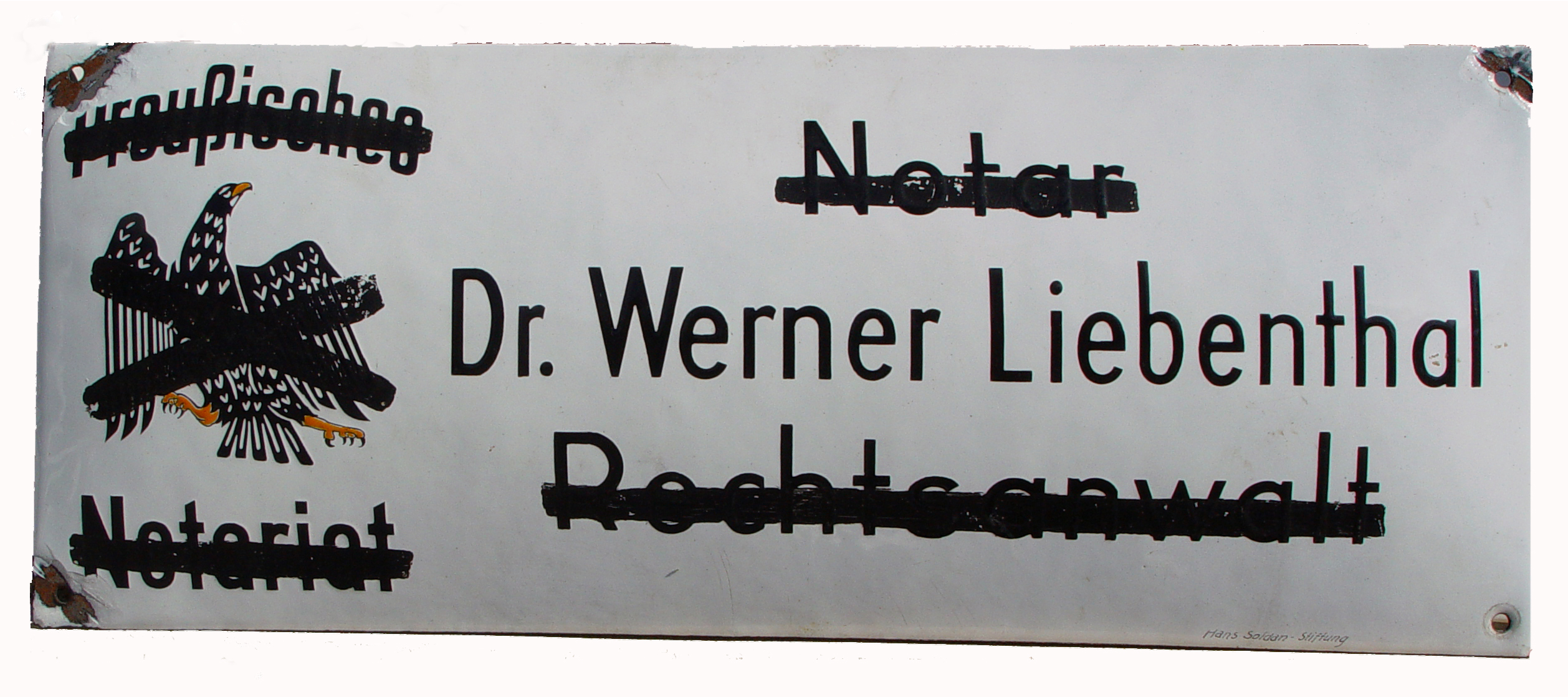
Preußisches Notariat von Werner Liebenthal in der Martin-Luther-Straße (Berlin), der am 6. Juli 1933 nach Einführung des sogenannten Berufsbeamtengesetzes Berufsverbot erhielt

Hauptberufliche Notare gibt es in Baden-Württemberg (vor dem 1. Januar 2018 tätige Anwaltsnotare mussten allerdings nicht zur hauptberuflichen Amtsausübung wechseln), Bayern, Brandenburg, Hamburg, Mecklenburg-Vorpommern, in Teilen Nordrhein-Westfalens, in Rheinland-Pfalz, im Saarland, in Sachsen, Sachsen-Anhalt und Thüringen. Das hauptberufliche, sogenannte Nur-Notariat oder Rheinische Notariat geht auf ein französisches Revolutionsdekret vom 6. Oktober 1791 zurück, das in den von Frankreich annektierten linksrheinischen Gebieten 1798 bzw. 1801, in den in Nordwestdeutschland annektierten Gebieten 1811 eingeführt wurde und dort z. T. bis heute Geltung hat. Durch das sogenannte Ventôse-Gesetz vom 16. März 1803 sowie die Verordnung betreffend die Notarkammern vom 24. Dezember 1803 wurde in den rheinischen Arrondissements darüber hinaus jeweils eine eigene Notarkammer eingerichtet.
Hauptberufliche Notare dürfen keine weitere bezahlte Amtstätigkeit oder einen weiteren gewerblichen Beruf ausüben. Eine bezahlte Nebentätigkeit darf nur auf Antrag bei und mit Genehmigung der zuständigen Aufsichtsbehörde ausgeübt werden, ebenso eine Tätigkeit im Vorstand, im Aufsichtsrat oder als Berater eines Unternehmens. Der Anwaltsnotar hingegen kann daneben die Berufe Rechtsanwalt, Patentanwalt, Steuerberater, Wirtschaftsprüfer oder vereidigter Buchprüfer ausüben.

#### Anwaltsnotare
Bereits in der Zeit der Entstehung des Notariats in Deutschland war es üblich, dass Notare auch andere Berufe ausübten. Im Königreich Preußen wurde mit der Preußischen Allgemeinen Gerichtsordnung von 1793 beziehungsweise 1795 die Verbindung von Advokatur und Notariat gesetzlich angeordnet und damit der Grundstein für das heutige Anwaltsnotariat gelegt. Ebenso verfuhren nach der Auflösung des Heiligen Römischen Reiches das Königreich Sachsen, die sächsischen Herzogtümer auf dem Gebiet des heutigen Thüringen, im Herzogtum Braunschweig, in Anhalt, sowie später in Bremen, dem Großherzogtum Oldenburg und Lübeck. Auch in Teilen von Hessen und Württemberg wurden Anwaltsnotare bestellt.
Die im Verordnungswege am 13. November 1937 erlassene Reichsnotarordnung bestimmte in § 7 das hauptamtliche Notariat anstelle des Anwaltsnotariats zum Regelfall, wobei die bisherigen Anwaltsnotare für die Dauer ihrer Zulassung bestellt bleiben sollten. Aufgrund dieser Übergangsregelung blieben die meisten (nichtjüdischen) Notare bis zum Ende der nationalsozialistischen Herrschaft im Amt. Während nach dem Zweiten Weltkrieg in der Bundesrepublik Deutschland das Nebeneinander von Anwalts- und Nur-Notariat bestehen blieb, wurde in der DDR 1952 ein staatliches Notariat auf Kreisebene eingeführt. Dabei behielten die bisherigen Anwaltsnotare ihre Amtsstellung. Von diesen waren bei Auflösung der DDR noch acht im Amt.
Gerichtsbezirke, die vor dem 1. April 1961 das Amt des Notars im Nebenberuf mit einem Anwalt besetzten, müssen dies auch weiterhin so handhaben. Anwaltsnotare finden sich daher in Berlin, Bremen, Hessen, Niedersachsen, Teilen Nordrhein-Westfalens und Schleswig-Holstein. Im württembergischen und hohenzollernschen Rechtsgebiet Baden-Württembergs gibt es aus der Zeit vor der Notariatsreform (1. Januar 2018) ebenfalls noch Anwaltsnotare, doch werden hier keine neuen mehr bestellt.
Um Anwaltsnotar zu werden, muss der sich bewerbende Anwalt eine mindestens fünfjährige Berufserfahrung aufweisen und in dem Amtsbereich, in dem er tätig werden möchte, drei Jahre ununterbrochen als hauptberuflicher Anwalt tätig gewesen sein. Dazu muss er bestimmte Fortbildungen absolviert haben. Seit Mai 2011 muss der Anwalt zudem die notarielle Fachprüfung bestanden haben. Darüber hinaus muss er den Nachweis erbringen, mindestens 160 Stunden im Notariat gearbeitet zu haben, was in Form von Praktika oder (Urlaubs-)Vertretung eines Notares geschehen kann. Die Bestellung des Anwaltsnotars verläuft wie die eines hauptberuflichen Notars. Um überhaupt Notar zu werden – auch als Notar, der gleichzeitig Anwalt ist – sind strenge gesetzliche Vorgaben zu erfüllen: Der Anwaltsnotar übt wie der hauptberuflich tätige Notar staatliche Gewalt aus, was früher den Gerichten vorbehalten war. Wegen der Hoheitlichkeit ihrer Tätigkeit verwenden Notare das Landeswappen und führen ein Amtssiegel.
Der Anwaltsnotar übt zwei Berufe aus: Er ist Rechtsanwalt und gleichzeitig Notar. In jedem Einzelfall seiner Berufstätigkeit muss er klar (z. B. im Zuge der Unterschrift auf Schriftstücken) zum Ausdruck bringen, ob er als Rechtsanwalt oder als Notar tätig wird. Als Notar unterliegt er ohne Einschränkung der Bundesnotarordnung, er ist der unabhängige und unparteiliche Betreuer der Beteiligten. Als Rechtsanwalt hat er die für Rechtsanwälte einschlägigen berufsrechtlichen Vorschriften zu beachten. Er ist unabhängiges Organ der Rechtspflege und hat parteilich im Interesse seines Mandanten zu handeln.
| Jahr | Hauptberufliche Notare              | Anwaltsnotare | Gesamt | Anteil Anwaltsnotare | Anteil Hauptberufliche Notare | Veränderung (Anwaltsnotare) | Veränderung (Notare) | Veränderung (Gesamt) |
| ---- | ----------------------------------- | ------------- | ------ | -------------------- | ----------------------------- | --------------------------- | -------------------- | -------------------- |
| 2017 | 1479                                | 5558          | 7037   | 78,9 %               | 21,1 %                        |                             |                      |                      |
| 2018 | 1719                                | 5460          | 7179   | 76,0 %               | 24,0 %                        | −1,8 %                      | +16,2 %              | +2,0 %               |
| 2019 | 1714                                | 5331          | 7045   | 75,6 %               | 24,4 %                        | −2,4 %                      | −0,3 %               | −1,9 %               |
| 2020 | 1708                                | 5204          | 6912   | 75,2 %               | 24,8 %                        | −2,4 %                      | −0,4 %               | −1,9 %               |
| 2021 | 1717                                | 5143          | 6860   | 74,9 %               | 24,1 %                        | −1,2 %                      | 0,5 %                | −0,8 %               |
| 2022 | 1714                                | 4997          | 6711   | 74,4 %               | 25,6 %                        | −2,8 %                      | −0,2 %               | −2,2 %               |
| 2023 | 1706                                | 4952          | 6658   | 74,4 %               | 25,6 %                        | −0,9 %                      | −0,5 %               | −0,8 %               |
| 2024 | 1700                                | 4834          | 6534   | 74,0 %               | 26,0 %                        | −0,9 %                      | −0,5 %               | −0,8 %               |
| 2025 | Bisher keine Zahlen veröffentlicht. |               |        |                      |                               |                             |                      |                      |

1. ↑  Zahlen jeweils für den 01. Januar des angegebenen Jahres.
2. ↑  Relative Veränderung zum Vorjahr je für Anwalts-, Hauptberufliche, und Gesamtanzahl der Notare in Deutschland.

Die Zahl der Anwaltsnotare ist im Laufe der Jahre stetig zurückgegangen. Dies hängt unter anderem mit der Tatsache zusammen, dass Anwaltsnotare nur in den Bezirken der Notarkammern Baden-Württemberg (nur im Bezirk des OLG Stuttgart), Berlin, Braunschweig, Bremen, Celle, Frankfurt, Kassel, Oldenburg, Schleswig-Holstein und Westfalen sowie der Rheinischen Notarkammern (nur in den rechtsrheinischen Gebieten der Bezirke des LG Duisburg und Emmerich) bestellt werden.

#### Notarvertreter
Wenn ein Notar für einen bestimmten Zeitraum (z. B. durch Urlaub oder Krankheit) verhindert ist, sein Amt auszuüben, so wird ihm im Regelfall von der zuständigen Aufsichtsbehörde (in der Regel der Präsident des Landgerichts, in dessen Bezirk der Notar seinen Amtssitz hat) ein „Notarvertreter“ bestellt, dieser tätigt dann in diesem Zeitraum die Amtsgeschäfte des verhinderten Notars, sodass die Arbeit des Notariats nicht unterbrochen wird.

#### Notariatsverwalter
Ist ein Notar bzw. dessen Stelle endgültig unbesetzt (z. B. durch Tod vor Erreichen der Altersgrenze, freiwillige Amtsniederlegung, Amtsenthebung oder durch Versetzung des Notars auf eine andere Stelle), so wird bis zur Neubesetzung der Stelle ein Notarialsverwalter (ehemals auch als „Notariatsverweser“ bezeichnet) bestellt.
Sobald die Stelle, welche durch den Notarialsverwalter übernommen wurde, neu besetzt ist, übernimmt der neue Notar die Tätigkeit an seiner Stelle, bis einer der oben genannten Fälle für ihn eintrifft.

### Notare im Landesdienst in Baden-Württemberg (bis 2017)
Besonderheiten galten aus historischen Gründen noch bis zum 31. Dezember 2017 in Baden-Württemberg. Bis dahin bestand in diesem Bundesland das Amtsnotariat als Regelform. Notaren im Landesdienst war neben der Beurkundungskompetenz auch Aufgaben des Grundbuch- und Nachlassrichters, im württembergischen Rechtsgebiet auch bestimmte Zuständigkeiten des Betreuungsrichters übertragen. Neben den Notaren im Landesdienst konnten schon bisher Nur-Notare und im württembergischen sowie hohenzollernschen Rechtsgebiet auch Anwaltsnotare bestellt werden. Im Koalitionsvertrag der CDU/FDP-Landesregierung für die 14. Legislaturperiode wurde indes eine Notariatsreform hin zum Nur-Notariat in Aussicht genommen. Die Reform wurde nach einigen Widerständen auf den Weg gebracht und durch die Änderung der Bundesnotarordnung in Gesetzesform gegossen (§ 114 BNotO neu gef. mWv 1. Januar 2018 Art. 1 des Gesetzes zur Abwicklung der staatlichen Notariate in Baden-Württemberg). Seit 1. Januar 2018 können in Baden-Württemberg nur noch Notare im Hauptberuf bestellt werden. Die bisherigen Notare im Landesdienst konnten sich auf die vorgesehenen freien Stellen bewerben, mussten aber hierzu ihren bisherigen Beamtenstatus aufgeben. Notare, die sich entschieden, verbeamtet zu bleiben, verloren mit dem Inkrafttreten der Reform ihre Beurkundungsbefugnis und wurden anderen Aufgaben (Grundbuchämter, Amtsgerichte) zugewiesen.

### Kosten & Haftung

#### Notarkosten
Notare erheben für ihre Tätigkeit bundeseinheitliche Gebühren nach dem Gerichts- und Notarkostengesetz (GNotKG). Abweichende Kostenvereinbarungen mit ermäßigten oder erhöhten Kosten sind verboten und unwirksam. Die Kostenrechnungen werden durch den Landgerichtspräsidenten oder eine Notarkasse (A. d. ö. R., nur in den Freistaaten Bayern und Sachsen) in Abständen von vier Jahren überprüft. Damit wird die Unparteilichkeit des Notars gewährleistet. In aller Regel werden einem Amtsgeschäft des Notars nach einer Kostentabelle wertmäßig gesetzlich festgelegte Gebühren zugeordnet. Die Notarkosten richten sich nicht nach dem Aufwand, sondern entsprechend einem von der Leistung unabhängigen, sogenannten Geschäftswert. Bei einem Grundstückskauf ist dies regelmäßig der Kaufpreis (§ 47 Satz 1 GNotKG). Die Gebühren steigen nicht linear, sondern sind stark degressiv ausgestaltet. Das notarielle Beratungsgespräch ist mit der Entwurfs- bzw. Beurkundungsgebühr abgegolten und damit „inklusive“.
Am 27. Juni 2013 hat der Deutsche Bundestag das Kostenrechtsmodernisierungsgesetz II in der Fassung des Vermittlungsergebnisses vom 26. Juni 2013 verabschiedet. Teil dieses Gesetzes ist das neue GNotKG (Gerichts- und Notarkostengesetz), welches am 1. August 2013 in Kraft getreten ist und die Vergütung der Notare neu regelt. Im Vergleich zur früheren KostO stellt das GNotKG eine grundlegende und strukturelle Änderung der Vergütung von Notaren dar, mit dem erklärten Ziel des Gesetzgebers, die Vergütung der Notare leistungsorientierter und klarer zu gestalten und an die allgemeine Einkommensentwicklung anzupassen. Die letzte Reform und Anpassung der Notargebühren hatte es im Jahr 1987 gegeben.
Die Abgabe eines verbindlichen Kostenvoranschlages bereits vor dem Tätigwerden (Durchführung der Beurkundung oder Beglaubigung) wird von Notaren häufig abgelehnt, da sich die exakte Bewertung eines Vorganges erst dann anstellen lässt, wenn der Inhalt der Urkunde in allen Teilen bekannt ist. Auskünfte können aber jederzeit von der Notarkammer bzw. Notarkasse erlangt werden, sind jedoch nicht für den Notar verbindlich.

#### Notarhaftung
Der Notar haftet für den durch fahrlässige und vorsätzliche Amtspflichtverletzungen entstandenen Schaden gemäß § 19 Bundesnotarordnung in Verbindung mit § 839 Bürgerliches Gesetzbuch (BGB). Die Streitverkündung gegen einen Notar im Zivilprozess ist ein beliebtes Mittel, um u. a. die Hilfe durch den Notar vor Gericht zu bekommen und die Verjährung der Ansprüche gegen den Notar zu verhindern. Noch lassen die Gerichte in Deutschland das zu und verwerten auch im Folgeprozess die Feststellungen des Erstprozesses gegen den Notar. Dies begegnet wichtigen Bedenken, weil der Notar immer neutral bleiben muss, wenn die Parteien zum Beispiel aus einer Urkunde, die er errichtet hat, streiten.

#### Amtsenthebung
Der Notar als unabhängiger Träger eines öffentlichen Amtes (§ 1 BNotO) unterliegt strengen berufsständischen Anforderungen und Regeln bei der Ausübung seiner Amtstätigkeit. Das Amt des Notars erlischt durch Erreichung einer bestimmten Altersgrenze (70. Lebensjahr) oder durch andere Erlöschensgründe nach § 47 BNotO. Dies sind unter anderem durch:
- Entlassung aus dem Amt (auf eigenen Wunsch) nach (§ 48 BNotO)
- Amtsniederlegung aus Betreuungs-, Pflege-, oder Gesundheitsgründen (§§ 48b, 48c BNotO)
- bestandskräftigen Wegfall der Mitgliedschaft in einer Rechtsanwaltskammer bei Anwaltsnotaren
- rechtskräftige strafgerichtliche Verurteilung, die einen Amtsverlust zur Folge hat (§ 49 BNotO)
- bestandskräftige Amtsenthebung (§ 50 BNotO)
- rechtskräftiges disziplinargerichtliches Urteil (§ 97 Absatz 1 Satz 1 Nummer 3, Absatz 3 BNotO)

Zur Wahrung der Zuverlässigkeit und des Ansehens seines Berufsstandes ist der Notar unter zwingenden Voraussetzungen seines Amtes zu entheben. Diese Voraussetzungen sind in den Ziffern 1 bis 10 des § 50 Absatz 1 BNotO geregelt. Hierüber wacht die Dienstaufsicht über Notare gem. §§ 92 ff. BNotO.

### Kritik im Zusammenhang mit Geldwäsche
Laut deutscher FIU stammten im Jahr 2018 von über 77.000 Verdachtsmeldungen zu möglicher Geldwäsche fast alle von Banken und Finanzdienstleistern (über 76.000), von Notaren dagegen nur acht. Grund hierfür war, dass Notare wie auch die anderen Berufsgeheimnisträger wie Rechtsanwälte und Steuerberater eine Meldung nur abgeben durften, wenn sie positive Kenntnis von der Geldwäsche hatten. In Fällen eines bloßen Geldwäscheverdachts war ihnen aufgrund ihrer gesetzlichen Verschwiegenheitspflicht, anders als etwa den Banken, die Abgabe einer Meldung untersagt. Für sie bestand bei einer Meldung aufgrund eines bloßen Verdachts ein eigenes strafrechtliches Risiko.
Um die Zahl der Meldungen der Berufsgeheimnisträger zu steigern, hat deshalb der Gesetzgeber zum 1. Januar 2020 das Geldwäschegesetz geändert. Zum 1. Oktober 2020 wurde durch eine Rechtsverordnung ein Katalog von besonders geldwäscherelevanten Fällen festgelegt, in denen Notare immer eine Meldung an die FIU abgeben müssen. Für diese Gesetzesänderung hatte sich die Bundesnotarkammer selbst eingesetzt.
In der Folge ist die Anzahl der Geldwäsche-Verdachtsmeldungen durch Notare im Immobilienbereich laut FIU Jahresbericht 2020 deutlich angestiegen; sie erhöhte sich im letzten Quartal 2020 auf über 1.600. Notare haben damit im Jahr 2020 die meisten Meldungen aus dem Nichtfinanzsektor abgegeben (fast 60 %). Es folgen die Güterhändler mit etwa 430 Meldungen, Immobilienmakler haben 135 Meldungen erstattet.
Teilweise wird behauptet, Notare würden in Deutschland hinsichtlich möglicher Geldwäsche kaum kontrolliert trotz ihrer zentralen Rolle bei Immobiliengeschäften, durch die häufig Geldwäsche betrieben wird. Vertreter der Bürgerbewegung Finanzwende fordern deshalb eine stärkere Kontrolle von Notaren im Zusammenhang von Geldwäsche. Dabei unterliegen Notare bereits einer strengen Aufsicht durch die Landgerichtspräsidenten.

## Österreich

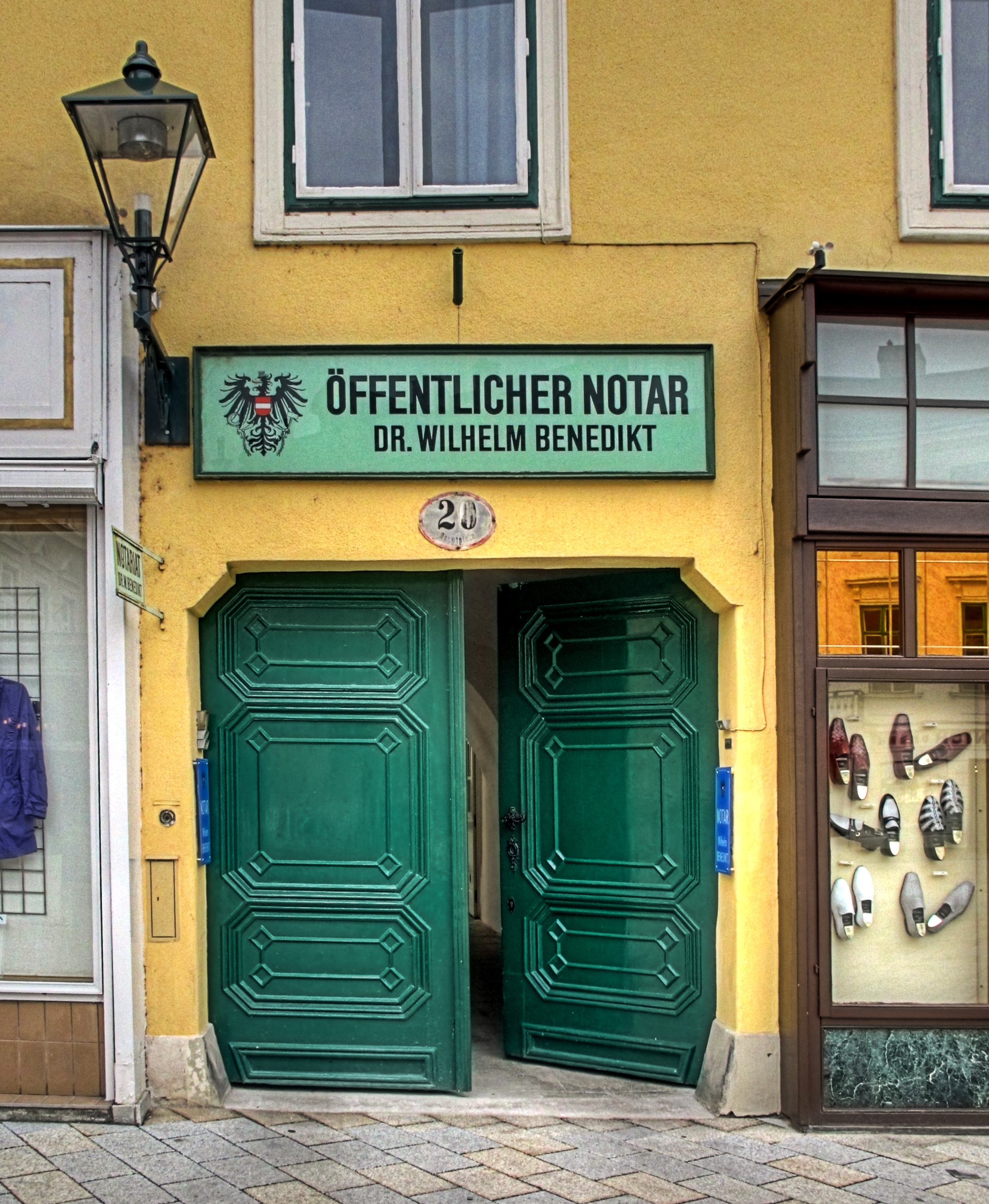
Öffentlicher Notar in Baden bei Wien

In Österreich ist das Notariat bundesweit einheitlich geregelt. Die wichtigsten Rechtsgrundlagen sind folgende drei Bundesgesetze: das Gerichtskommissärsgesetz, das Notariatsaktsgesetz und die Notariatsordnung (NO).
In Österreich bilden drei zentrale Tätigkeitsgruppen den gesetzlich bestimmten Wirkungskreis der Notare, nämlich erstens die Tätigkeit als Gerichtskommissär im Rahmen der österreichischen Bezirksgerichtsbarkeit, insbesondere in Verlassenschaftsverfahren, zweitens (auf Grundlage von § 1 der österreichischen NO) die Errichtung öffentlicher Urkunden (Notariatsakte, Protokolle, Beglaubigungen, sonstige „Beurkundungen“) und drittens (auf Grundlage von § 5 der österreichischen NO) das Verfassen von Privaturkunden (insbesondere „Liegenschaftsverträge“, wie Schenkungs-, Wohnungseigentums- und Kaufverträge samt Treuhandabwicklungen, gesellschaftsrechtliche Verträge, familienrechtliche und erbrechtliche Urkunden, wie Testamente, wobei einzelne Rechtsakte vom Notar als öffentliche Urkunden zu gestalten sind) und rechtsfreundliche Übernahme von Abwicklungen im Wesentlichen in Außerstreitverfahren (vor allem in Grundbuchsverfahren, Firmenbuchverfahren und Verlassenschaftsverfahren) sowie in Verwaltungsverfahren (etwa in Grundverkehrsverfahren). Notarielle Urkunden können in Österreich wie rechtskräftige Gerichtsurteile vollstreckbar gestaltet werden (§§ 3 ff NO, vollstreckbarer Notariatsakt). Das hat seine Wurzeln u. a. in der Übernahme alter gesetzlicher Regelungen wie den Landschadenbund. Die notarielle Beglaubigung ist nicht nur eine amtliche Bescheinigung der Richtigkeit einer Unterschrift, sondern indiziert auch die Geschäftsfähigkeit der unterzeichnenden Partei. Der beglaubigende Notar muss seit 1. Jänner 2019 im Rahmen des Beglaubigungsvorganges auch erheben, ob die unterfertigende Partei den Inhalt der Urkunde kennt und ob die Unterfertigung frei von Zwang erfolgt, was in der Beglaubigungsklausel auch zu bestätigen ist.
Die Hauptaufgabe und zentrale Bedeutung des österreichischen Notariates soll in der konstruktiven streitverhütenden Rechtsbetreuung der Bevölkerung liegen. Das Notariat ist funktional eine staatliche Rechtspflegeeinrichtung. Aus seiner Funktion als öffentliche Urkundsperson, aus der Beleihung (die Amtsstellen werden öffentlich ausgeschrieben, die Ernennung erfolgt durch Bescheid des Bundesministers für Justiz), aus der gesetzlichen Zuweisung der gerichtskommissariellen Aufgaben und aus der Einordnung des Notars unter die Träger der öffentlichen Vollziehung ergibt sich die Qualifikation des österreichischen Notariates als öffentliches Amt im funktionellen, nicht in einem dienstrechtlichen Sinn. In der Entscheidung C-109/23 hat der EuGH ausgesprochen, dass die notarielle Beurkundungstätigkeit primär im Interesse der Allgemeinheit erfolgt, wohingegen die anwaltliche Rechtsvertretung primär im Interesse der Klienten erfolgt. Notare verrichten hoheitliche Aufgaben unter laufender behördlicher Überwachung. Der Staat kann Notariate mit weiteren Aufgaben zur Gerichtsentlastung betrauen, die diese gegebenenfalls im Allgemeininteresse unter behördlicher Überwachung auszuüben haben; denkbar ist beispielsweise eine fakultative Zuständigkeit für die Beurkundung von einvernehmlichen Scheidungen im Rahmen des Gerichtskommissariats unter unveränderter Anwendung des Gerichtsgebührengesetzes bei gleichzeitiger Aufrechterhaltung der relativen Anwaltspflicht für die Vertretung der Parteien im Verfahren.
In Österreich gilt das Trennungsmodell (System des „Nur-Notars“). Der Notarberuf ist hauptberuflich und im Wesentlichen ausschließlich auszuüben. Die gleichzeitige Ausübung anderer Berufe ist grundsätzlich unvereinbar. Mit der der Allparteilichkeit verpflichteten Funktion des österreichischen Notars nicht unvereinbar ist etwa die Lehrtätigkeit an einer Hochschule, soweit die einwandfreie Erfüllung der Amtsaufgaben im Einzelfall darunter nicht leidet.
Die Gewährleistung der flächendeckenden, gleichmäßigen Rechtsbetreuung soll durch die Systemisierung der Amtsstellen (Festlegung der Lage und Anzahl der Amtsstellen im Bundesgebiet) durch Verordnungen des Bundesministers für Justiz garantiert werden. In Österreich gibt es derzeit 521 Amtsstellen (Stand Jänner 2020). Derzeit sind in Österreich circa 12 % der Notare Frauen und circa 45 % der Berufsanwärter (Notariatskandidaten).
Ein Notariatskandidat ist ein bei einem Notar angestellter Jurist, der in das bei der örtlichen Notariatskammer geführte Verzeichnis der Notariatskandidaten eingetragen ist. Eine mehrjährige praktische Tätigkeit als Notariatskandidat gehört zu den Ernennungsvoraussetzungen zum selbständigen Notar, um einschlägige Berufserfahrung zu gewährleisten.
Der Notarsubstitut ist ein Vertreter des Notars. Da der Notar zur kontinuierlichen notariellen Betreuung der Bevölkerung seines Amtssprengels aufgerufen ist, ist die Vertretung gesetzlich genau geregelt. Die Vertretung erfolgt durch einen vom Präsidenten des örtlichen Landesgerichtes zu bestellenden Substituten (in der Regel ein anderer Notar oder geprüfter, langjähriger Notariatskandidat). Das gilt für alle Tätigkeiten des Notars, zu denen er befugt oder verpflichtet ist. Diese Vertretungsregelung soll ebenso der Rechtssicherheit wie dem Komfort der Parteien dienen.

## Schweiz

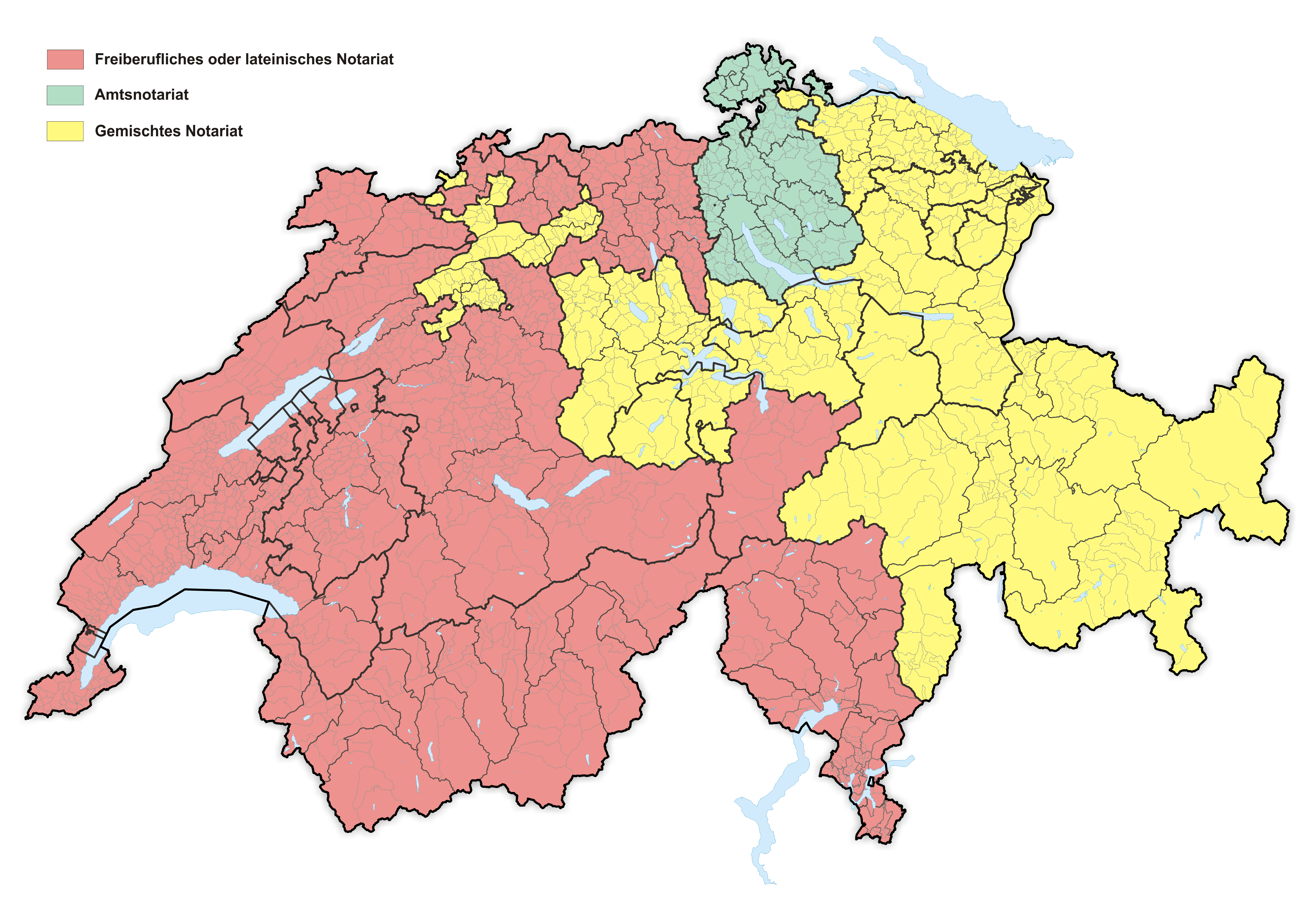
Notariatsarten in der Schweiz

In der Schweiz fällt die Organisation des Notariats in den Zuständigkeitsbereich der Kantone. Art. 55 des Schlusstitels zum Schweizerischen Zivilgesetzbuchs besagt, dass die Kantone bestimmen, in welcher Weise auf ihrem Gebiet die öffentliche Beurkundung hergestellt wird. Ebenfalls kantonalrechtlich geregelt sind die Ausbildung sowie die Gebührenordnung.
Die öffentliche Beurkundung als qualifizierte Form der Schriftlichkeit ist hingegen ein bundesrechtliches Institut. Sodann stellt das Bundesrecht gewisse Minimalforderungen an die öffentliche Beurkundung auf, die von den Kantonen zu beachten sind. In gewissen Einzelbereichen hat der Bundesgesetzgeber ferner eigene Regeln aufgestellt, insbesondere im Erbrecht für die öffentlichen Verfügungen von Todes wegen.
Der Erforschung des Notariatswesens dient das 2003 gegründete Institut für Notariatsrecht und notarielle Praxis der Universität Bern.
Die Schweiz kennt aufgrund der kantonalen Zuständigkeit drei Notariatsformen:

### Freiberufliches Notariat
Das freiberufliche oder lateinische Notariat gilt in den Kantonen der ganz oder mehrheitlichen französischsprachigen Westschweiz (Genf, Waadt, Neuenburg, Freiburg, Wallis, Jura), der italienischsprachigen Südschweiz (Kanton Tessin) und einzelnen teils ebenfalls mehr westlich gelegenen Kantonen der Deutschschweiz (Basel-Stadt, Basel-Landschaft, Bern, Aargau, Uri). In diesem Notariatssystem arbeitet der Notar (unter der Aufsicht des Kantons) auf eigene Rechnung und auf eigenes Risiko. Im «reinen lateinischen Notariat» (auch «Nur-Notariat»), das etwa in den Kantonen Genf und Waadt gilt, ist es nicht gestattet, neben dem hauptberuflichen Notariatsberuf noch einen anderen Beruf auszuüben. In anderen Kantonen wie Bern hingegen arbeiten viele Notare zugleich als Anwälte, man spricht hier deshalb auch vom «Anwaltsnotariat».
Voraussetzung für den Berufsnotar ist – nebst einer praktischen Ausbildung – ein abgeschlossenes Rechtsstudium. Die Berufsnotare sind im Schweizerischen Notarenverband SNV FSN organisiert.

### Amtsnotariat
Die Kantone Zürich und Schaffhausen kennen ausschließlich das reine Amtsnotariat oder Staatsnotariat. Nach diesem System ist der Notar eine von der kantonalen Verwaltung angestellte Person. Früher war das reine Amtsnotariat in der Deutschschweiz weiter verbreitet als heute, so wechselten in jüngerer Zeit die Kantone Appenzell Ausserrhoden und Thurgau vom Amtsnotariat zum gemischten Notariat.
Die Ausbildung der Amtsnotare erfolgt regelmäßig über eine kaufmännisch-administrative Berufslehre und ein anschließendes berufsspezifisches juristisches Studium an einer Universität.

### Gemischtes Notariat
Die Kantone Solothurn, Luzern, Zug, Obwalden, Nidwalden, Schwyz, St. Gallen, Thurgau, Appenzell Ausserrhoden, Appenzell Innerrhoden, Glarus und Graubünden kennen verschiedene Mischformen zwischen dem freiberuflichen Notariat und dem Amtsnotariat. Die Zuständigkeit der amtlichen und der freierwerbenden Urkundspersonen wird dabei nach Sachgebieten definiert und ist in der Regel nicht konkurrierend, wobei in der konkreten Ausgestaltung zwischen den jeweiligen Kantonen teilweise beträchtliche Unterschiede bestehen. In Kantonen, in denen beispielsweise Grundbuchgeschäfte dem Amtsnotar vorbehalten sind, andere Geschäfte wie Ehe- oder Erbverträge sowie Testamente jedoch auch von freierwerbenden Notaren beurkundet werden können, spricht man vom «freien kleinen Notariat».

## Europäische Union

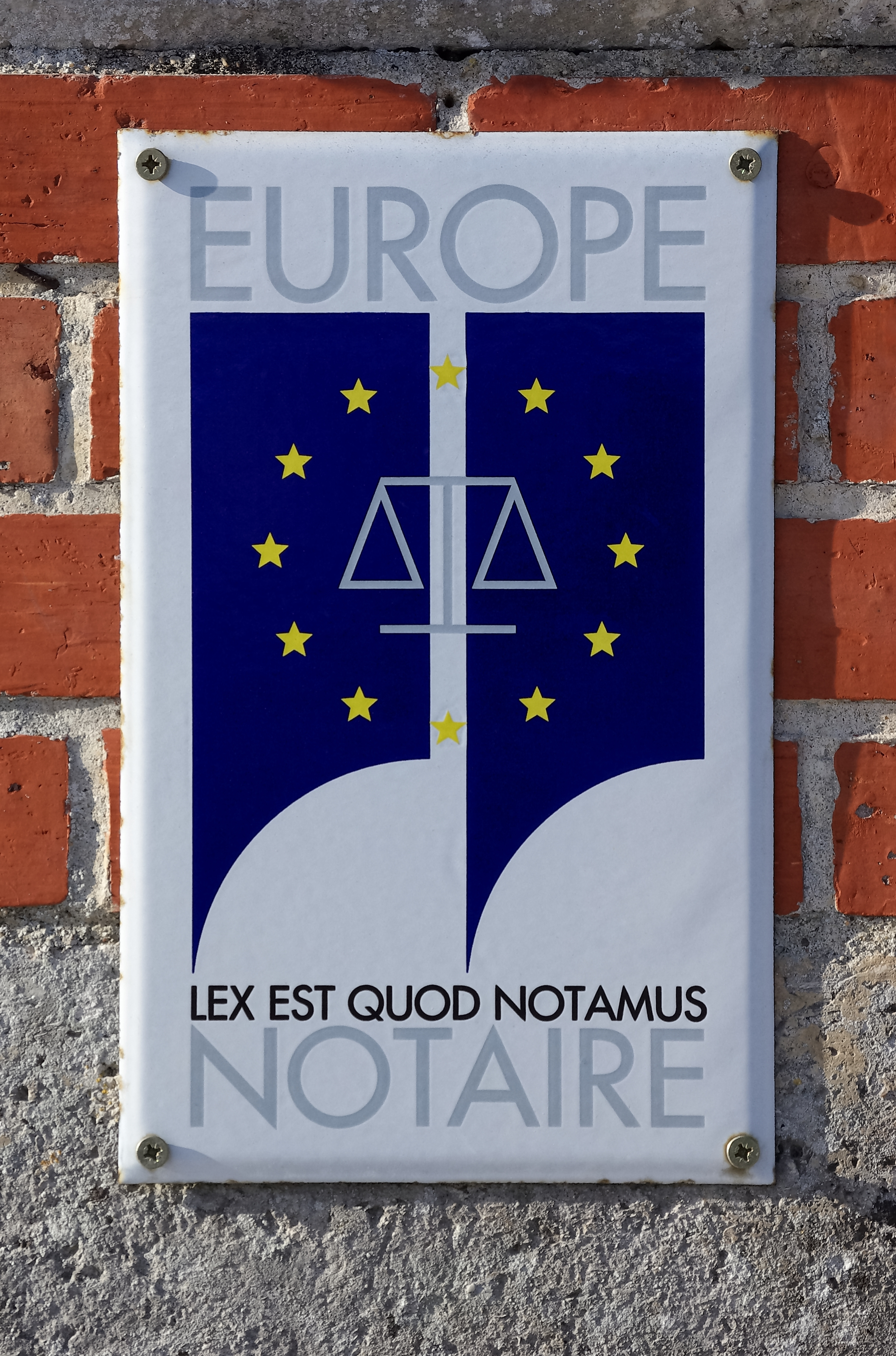

Zur Erleichterung der Suche nach einem Notar in der Europäischen Union wurde ab dem 8. Dezember 2014 auf der E-Justice-Plattform der Europäischen Union eine Suchfunktion eröffnet: „Wie finde ich einen Notar?“ Diese Suchfunktion wurde gemeinsam vom Rat der Europäischen Anwaltschaften (CCBE) und der EU-Kommission entwickelt (auch für Rechtsanwälte). Bislang können Notare aus 23 Unionsmitgliedstaaten nach Stadt, Namen und Sprachkenntnissen gesucht und gefunden werden.
Die Müdener Thesen aus dem Jahr 2002 befassen sich mit der Zukunft des Notariats in Deutschland und Europa.

## Geschichte

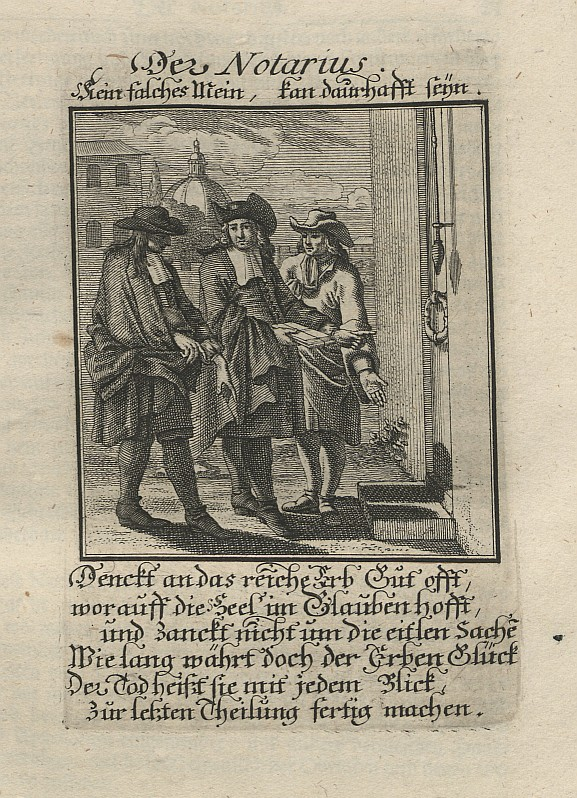
Notar (Holzschnitt, 17. Jahrhundert)

Im spätantik-frühbyzantinischen Reich gab es an kaiserlichen Büros das Amt des Staatsschreibers, d. h. Kanzleibeamten (mgriech. notarios, lat. notarius) sowie Gerichts- und Gemeindeschreiber (mgriech. taboularios, lat. tabularius). In den Städten arbeiteten in Berufsverbände organisierte gewerbsmäßige Urkundenschreiber (mgriech. symbolaiographos, lat. tabellio) als glaubwürdige Solennitätszeugen mit dem Auftrag, Urkunden vor Zeugen für Private auszustellen. Auf dieser Tradition fußt das byzantinische Notariat des frühen Mittelalters, einschließlich in den byzantinischen Teilen Italiens (z. B. Venedig, das Exarchat und der Katepanat), die durch die Eroberung der Langobarden nicht betroffen wurden.

### Mittelalter
Mit der zunehmenden Bedeutung schriftlicher Dokumente in Verwaltung und Handel etablierten sich im Mittelalter Notare fest in Europa. In Italien und Frankreich wurden Notare zu wichtigen Funktionsträgern für die Beglaubigung und Beurkundung von Rechtsgeschäften.
In Süditalien verlor durch die Konstitutionen Friedrichs II. von 1231 die Notwendigkeit, Urkunden auch durch einen Richter beglaubigen zu lassen, an Bedeutung. In Mittel- und Norditalien stieg das Selbstbewusstsein der Notare mit dem steigenden Interesse am römischen Recht und der verbesserten juristischen Ausbildung insbesondere an der Universität Bologna. Die Loslösung der oberitalienischen Städte aus dem Reichsverband stellte neben die notarii sacri palatii oder notarii domini imperatoris auch städtische Notare. Die juristische Diskussion des 12. und 13. Jahrhunderts widmete sich deshalb besonders der Frage, in welchen Gebieten die von den städtischen Notaren ausgefertigten instrumenta Gültigkeit besitzen sollten. Die Glaubwürdigkeit der vom Papst bestellten Notare war wie die der kaiserlichen Notare unbeschränkt.
In Deutschland verbreitete sich das Notariat und die Notarsurkunde im 13. und 14. Jahrhundert im Zusammenhang mit der geistlichen Gerichtsbarkeit, für die ein öffentlich glaubwürdiger Notar vorgeschrieben war, von Frankreich aus. Seit dem 15. Jahrhundert löste es sich aus dem Umfeld der geistlichen Gerichtsbarkeit, ohne sich jedoch gegen die Praxis der Besiegelung als vorrangiger Beglaubigung von Urkunden durchsetzen zu können. Reichsweit fand das Notariat in der Reichskammergerichtsordnung von 1495 und schließlich in der Reichsnotariatsordnung von 1512 rechtliche Regelungen.
Die Notarsurkunden des Mittelalters werden ausschließlich durch die Unterschrift des Notars beglaubigt, die von einem für den Notar typischen Zeichen (Notarssignet) begleitet werden.
Der Notar war im Frühmittelalter nur im italienischen Raum bekannt, ab dem 12. Jahrhundert gelangte er auch nördlich der Alpen. Er hatte über fachliches Wissen zu verfügen und die ars notaria zu beherrschen. Die Entwicklung des Kirchenrechts im 12. Jahrhundert war für die Fortbildung und europaweite Ausbreitung des Notariats maßgeblich, weil die notarielle Urkunde eine höhere Beweiskraft hatte als andere schriftliche Beweismittel. Um als Notariatsurkunde zu gelten, musste das Dokument formgerecht verfasst werden.
Als Begründer der ars notaria gilt Rainerus Perusinus, der Verfasser der ersten gelehrten Darstellung dieser Kunst um 1230. Bekannte, richtungsweisende Regelungen der Notariatskunst sind die Summa artis notariae (1256) von Rolandinus de Passagerius (auch Summa Rolandina genannt), Wilhelm Durantis Werke und die Reichsnotariatsordnung, die 1512 auf dem Reichstag zu Köln verabschiedet wurde. Sie blieb bis 1806 gültig.
Notare zählten zur städtischen Elite. Sie waren auch in der Stadtverwaltung tätig. Ihre Legitimation erhielten sie durch die Obrigkeit (zum Beispiel den Kaiser, König oder Papst). 1355 schuf Kaiser Karl IV. die Würde des Hofpfalzgrafen (comes palatinus caesareus), der u. a. bevollmächtigt war, Notare zu ernennen. Die Erhebung in den Stand des Notars war mit Prüfungen und Qualifikationsnachweisen verbunden. In Rom entstand 1507 ein Collegium scriptorum archivi Romanae curiae notariorum. Das Gremium war für die Prüfung und Übersicht der Notare zuständig. Seit dem 16. Jahrhundert ernannten auch Universitäten Notare. Eine Dekretale Innozenz’ III. verbot Notaren die höheren Weihen.
Die Zahl der Notare war in den Städten – vor allem den italienischen – sehr groß. Trient hatte im 16. Jahrhundert über hundert. In der Stadt Toulouse im Süden Frankreichs sind für den Zeitraum zwischen 1266 und 1337 nicht weniger als 3.984 Notare bezeugt. Der Berufsstand organisierte sich in Kollegien und Zünften. In manchen italienischen Städten sind eigene Häuser von Notariatskollegien erhalten geblieben, so in Bologna und Perugia.
Im Laufe des 13. Jahrhunderts, vor allem in der zweiten Hälfte, breitete sich das Notariat über die Alpen nach Norden aus. Die Rezeptionsvorgänge erfolgten geografisch hauptsächlich über den Walliser, Graubündner und Südtiroler Raum. Das Übergreifen aus dem nördlichen Teil Italiens heraus war nicht nur durch den zunehmenden Handelsverkehr zwischen Deutschland und Italien bedingt, der nach größerer Schriftlichkeit verlangte, auch die geistliche Gerichtsbarkeit verlangte seit dem 13. Jahrhundert nach Schriftlichkeit der Verhandlungen und postulierte Notare, die das Protokoll führen sollten. Der Notar ist die persona publica, die während des Prozesses anwesend sein und diesen protokollieren musste. Die Protokollierung aller Verhandlungen vor den Offizialatsgerichten aller Diözesen war seit dem IV. Lateranense (1215) verpflichtend geworden.
Die ersten sicheren Nachweise von öffentlichen Notaren nördlich der Alpen kommen aus den 1350er Jahren am Mittelrhein. Etwa gleichzeitig hat man Zeugnisse dafür in Frankreich in den Gebieten, die Burgund, der Westschweiz benachbart sind, und in Genf; in der zweiten Hälfte des 13. Jahrhunderts auch in Böhmen, Österreich; dann auch in Norddeutschland. Voll etabliert war das Notariat hier bis zur Mitte des 14. Jahrhunderts, wobei lange Zeit der Eindruck vorherrschend war, es handle sich um eine geistliche Institution. Dieses Charakteristikum ist im 15. Jahrhundert weggefallen. Zu dieser späteren Zeit war der Notar, ähnlich wie in Italien, einem beruflichen Schreiber gleichgestellt.

### Neuzeit bis heute
In Preußen wurde durch die Preußische Allgemeine Gerichtsordnung von 1793/1795 das Anwaltsnotariat etabliert, bei dem Notare gleichzeitig als Rechtsanwälte tätig sein konnten. Das französische Revolutionsdekret von 1791 führte das Nur-Notariat in den linksrheinischen Gebieten ein, das später durch das Ventôse-Gesetz von 1803 und die Verordnung von 1803 weiter geregelt wurde.
In Deutschland entstanden regionale Unterschiede zwischen dem Nur-Notariat (hauptberufliche Notare) und dem Anwaltsnotariat (Notare, die auch als Anwälte arbeiten).
Die Reichsnotarordnung von 1937 machte das hauptamtliche Notariat zum Regelfall, aber Anwaltsnotare blieben teilweise bestehen. In der Bundesrepublik Deutschland blieb das Nebeneinander von Anwalts- und Nur-Notariat bestehen. In der DDR wurde 1952 ein staatliches Notariat eingeführt.
Die Internationale Union des Notariats (UINL) wurde am 2. Oktober 1948 anlässlich des Ersten Internationalen Kongresses des Lateinischen Notariats in Buenos Aires zunächst auf informeller Ebene gegründet.
Der Beruf des Notars ist heute in Deutschland bundeseinheitlich geregelt und unterliegt der Bundesnotarordnung (BNotO). Es gibt sowohl hauptberufliche Notare als auch Anwaltsnotare, wobei die Anzahl der Anwaltsnotare kontinuierlich abnimmt. Es gibt Bestrebungen, das Notariatssystem innerhalb der EU zu harmonisieren und die Suche nach Notaren zu erleichtern.

## Rechtsvergleichendes zum Notarberuf

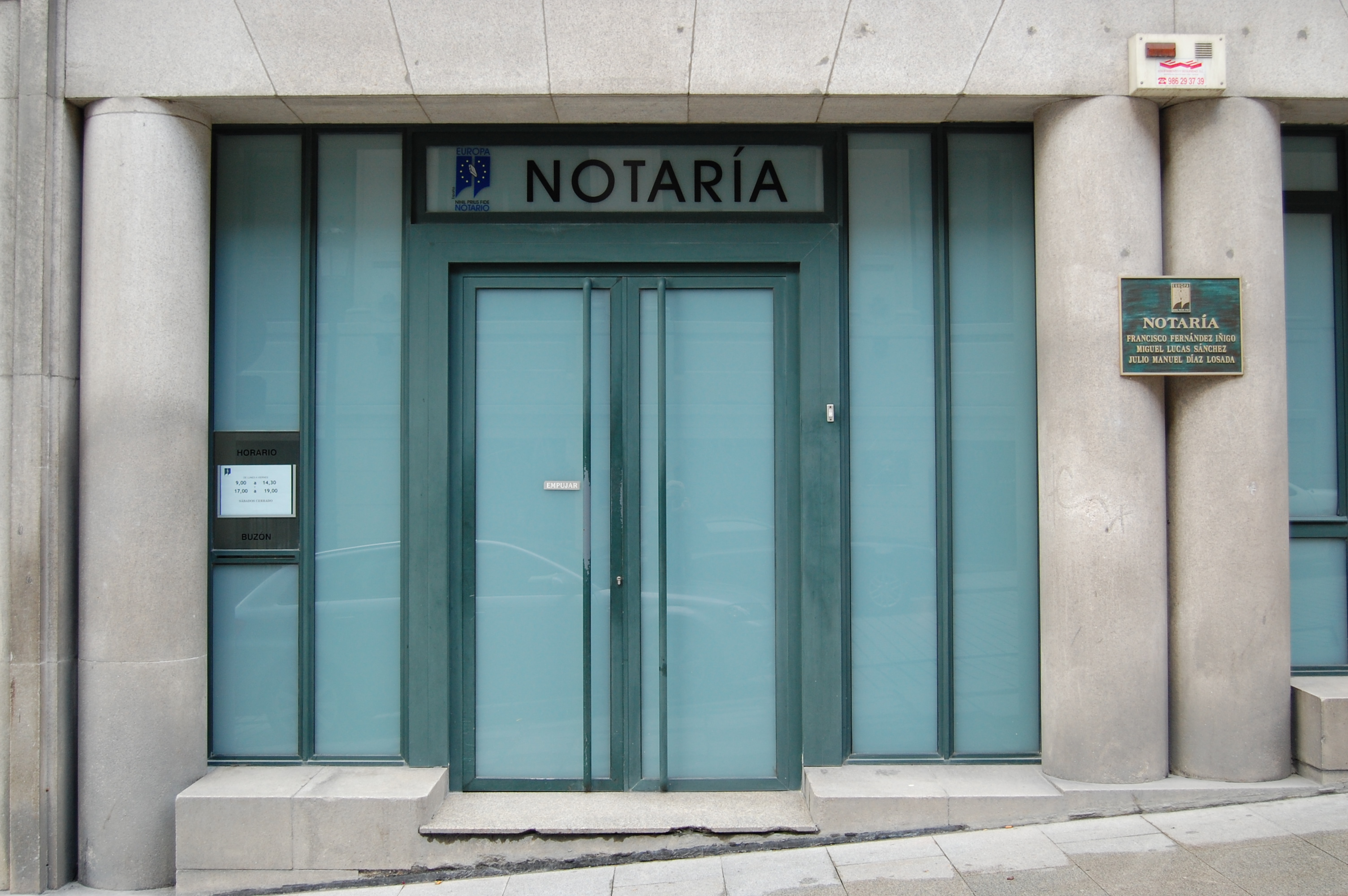
Büro eines Notars in Vigo, Spanien

In den meisten Staaten Kontinentaleuropas findet sich das Berufsbild des Notars römisch-germanisch-rechtlicher Prägung, d. h. des Notars, der unabhängiger und unparteiischer Berater ist und dem sein Amt vom Staat als öffentliches Amt verliehen wird. Das freiberufliche Notariat, das seine Ursprünge im spätantik-frühbyzantinischen Recht findet, ist traditionell neben Deutschland auch in Belgien, Frankreich, Griechenland, Italien, Luxemburg, den Niederlanden, Österreich, der Westschweiz und Spanien vertreten. In Mittel- und Osteuropa haben Albanien, Bosnien-Herzegowina, Estland, Kroatien, Lettland, Litauen, Moldau, Nordmazedonien, Polen, Rumänien, Russland, die Slowakei, Slowenien, Tschechien, Bulgarien und Ungarn das Berufsnotariat angenommen. Auch außerhalb Europas ist das Berufsnotariat weit verbreitet. Die Berufsorganisationen aus 76 Ländern mit Berufsnotariat haben sich in der Internationalen Union des Notariats (UINL) zusammengeschlossen. In Europa vorherrschend ist innerhalb der freiberuflichen Tradition das Trennungsmodell französischer Prägung (gekennzeichnet durch das hauptberufliche Nur-Notariat). Nur in den vormals französisch-rechtlich geprägten Teilen der USA (Louisiana) und Kanadas (Québec) gibt es das Berufsnotariat: Nur-Notariat in Québec, aber Nur- oder Anwaltsnotariat in Louisiana.

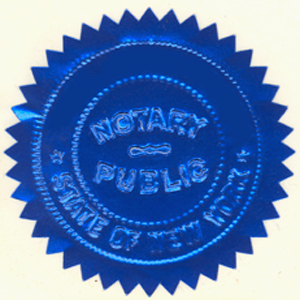
Auf einen selbstklebenden Siegelstern geprägtes Amtssiegel eines Notary Public aus dem US-Bundesstaat New York

Gänzlich anders ist das anglo-amerikanische Anwaltsnotariat (public notary oder notary public) einzuordnen. In Großbritannien und den englisch-rechtlich rezipierten Ländern (z. B. Indien, Australien, Hongkong) hat der Notar meist nur die Aufgabe, Unterschriften und Abschriften zu beglaubigen sowie Feststellungsurkunden im Original auszuhändigen. Es erfolgt jedoch weder eine rechtliche Beratung noch eine rechtsgeschäftliche Beurkundung. Der Notar – durch den Erzbischof von Canterbury ernannt – wird zur freiberuflichen Notartätigkeit auf Lebenszeit bestellt, aber seine notariellen Leistungen sind auf den internationalen Urkundenverkehr beschränkt. Der Notar des Common Law kann gesetzlich geforderte oder erlaubte Eide abnehmen, die verbindliche Rechtsgültigkeit von Grundstücksübertragungen, Vollmachten, Testamenten und anderen Siegel- und Zeugenurkunden (sog. deeds) im Rechtsverkehr bestätigen, Scheck-, Wechsel- und Seeprotesturkunden ausstellen und Bodmerei- und Respondentiabriefe, Chartervertrag und Havarie-grosse-Verpflichtungsschein beurkunden. Bei der Abnahme von eidesstattlichen Versicherungen nimmt er richterliche Funktionen wahr und kann Zeugenvernehmungen und Zwangsmittel anordnen. Im Gegensatz zur englischen Praxis ist der Notar in den Vereinigten Staaten kein Jurist, sondern ein Beglaubigungsbeamter und seine Tätigkeit beschränkt sich auf Unterschrifts- und Kopienbeglaubigung zur inländischen Verwendung. Zur besseren Unterscheidbarkeit wird der römisch-germanische Nur-Notar im Englischen als civil-law notary bezeichnet.
Vom freiberuflichen Notariat zu unterscheiden ist auch das Amtsnotariat, wobei öffentliche (zwingend zum Beweis zugelassene) Urkunden durch vereidigte Beamtennotare angefertigt werden. In der Regel erfolgt der Urkundsentwurf durch einen beratenden frei praktizierenden Juristen. Das Schriftstück wird in der Folge vom „Amtsnotar“ des in der Angelegenheit zuständigen Amtes (Grundbuchamt, Zivilstandsamt, Handelsregisteramt usw.) beurkundet. In den meisten Kantonen der Ostschweiz sowie in Baden-Württemberg (bis 31. Dezember 2017) herrscht diese Organisationsform der notariellen Tätigkeit vor.
Ein vergleichbares System stellte früher das reine Staatsnotariat Portugals dar, in dem Notariate zwar als eigenständige Ämter existierten, jedoch Behördencharakter besaßen. Auch hier waren Notare Staatsbeamte und die Beratungsfunktion spielte nur eine untergeordnete Rolle (weiterführende Angaben unter dem Stichwort Amtsnotar). Obwohl die damalige Notariatsverfassung Portugals starke Ähnlichkeiten zum englischen Modell aufwies, wurde das portugiesische Notariat traditionell in der Regel dem lateinischen Kreis zugerechnet.